# At Last
At Last ist ein Popsong, der 1941 von Mack Gordon und Harry Warren für den Musikfilm Orchestra Wives geschrieben wurde. Der Text handelt davon, dass zum Ende hin alles gut werde: Dann entdecke man seinen Geliebten, die einsamen Tage seien vorüber und das Leben werde wie ein Lied. Die bekannteste Coverversion stammt von Etta James (1961). Diese Version wurde 1999 in die Grammy Hall of Fame aufgenommen.

## Wirkungsgeschichte
Im Film Orchestra Wives (1941) sangen ihn George Montgomery und Ann Rutherford. Die erste Platteneinspielung fand am 20. Mai 1942 mit Glenn Miller und seinem Orchester und den Sängern Ray Eberle und Pat Friday in Chicago statt (RCA Victor Records 27934). Sie wurde ein großer Hit (#9 der Billboard Pop Charts).
Der Song wurde bald ein Standard: Ray Anthony spielte At Last 1952 ein, gefolgt von den Dreamers 1954. 1957 nahm ihn Nat King Cole auf seinem Hitalbum Love Is the Thing auf. Eine Version der Four Freshmen folgte 1960. 2009 war er der erste Tanz auf den Bällen zur Amtseinführung von Barack Obama.

### Etta James
Die Version von Etta James wurde 1961 von Argo veröffentlicht und ist die dritte Auskopplung einer Single aus ihrem Debütalbum für Chess Records At last! Die Aufnahme wurde ihre zweite #2 in den R & B Charts und erreichte auch die Popcharts, wo sie bis auf Platz 47 der Billboard Hot 100 kam. Das Orchester, das im Song eine wesentliche Rolle spielt, wurde von Riley Hampton arrangiert und dirigiert. Die Nummer wurde ihr Erkennungssong und ist auch heute noch im Radio zu hören.

### Weitere Coverversionen
Es folgten Einspielungen unter anderem von Ben E. King (1962), Brenda Lee (1963), Mary Wells (May 1964), Doris Day (1965), Baby Washington (1968), Stevie Wonder (1969), Randy Crawford (1977), Lou Rawls und Dianne Reeves (1989), Phoebe Snow (1991), Diane Schuur und B. B. King (1994), Stevie Nicks (1999), Joni Mitchell (2000), Eva Cassidy (2000), Cyndi Lauper (2003), Jeff Lynne (2012) oder Luke Evans (2019).
An den Erfolg früherer Coverversionen konnte insbesondere Céline Dion (2002) anschließen, die damit # 16 der amerikanischen Hot 100 erreichte. Weitere Aufnahmen stammen von Beyoncé (#67)  und Christina Aguilera. Die Version von Beyoncé stammt aus dem Film Cadillac Records, wo sie Etta James verkörperte.
Auch im Jazzbereich wurde der Song häufiger interpretiert: Etwa von Shirley Scott (1962), Ella Fitzgerald (1983), von Kenny G. featuring Arturo Sandoval (2005) sowie von Michael Feinstein und George Shearing (2005).
Bei der 2016er Ausgabe von DSDS sang Anita Wiegand im Casting eine beeindruckende Version des Songs.